# Kacper Rosa
Kacper Rosa (ur. 13 sierpnia 1994 w Kostrzynie nad Odrą) – polski piłkarz grający na pozycji bramkarza w FK Gəncə .

## Kariera seniorska
Rosa swoją młodzieżową karierę rozpoczynał w klubie z rodzinnego Kostrzynia nad Odrą . Następnie miał okresy młodzieżowe w pobliskich zespołach, UKP Zielona Góra i Falubaz Zielona Góra z siedzibą w Zielonej Górze oraz GKP Gorzów Wielkopolski z siedzibą w Gorzowie Wielkopolskim . Przełom w karierze Rosy nastąpił w 2012 roku, kiedy dołączył do Ekstraklasowej Lechii Gdańsk . Dołączył do drugiej drużyny Lechii, z którą grał w lidze, rozgrywając w tym klubie łącznie 27 meczów.  Rok po dołączeniu do Lechii Rosa podpisał nowy kontrakt, dzięki któremu był związany z klubem do 2017 roku.  Nie wypełnił jednak kontraktu i dołączył do ligowego rywala Jagiellonii Białystok w 2015 roku , przed rozwiązaniem jego kontraktu w styczniu 2016 roku  Po Jagiellonii, Rosa przez krótkie okresy grał w Stilonie Gorzów Wielkopolski i Świcie Szczecin, zanim w 2017 roku dołączył do ROW Rybnik. 